# 上海沧桑
《上海沧桑》是1999年首播的中国大陆电视剧，由黄蜀芹执导，巍子、江珊、严晓频、王琳、吴越等主演。该剧描绘了唐氏家族在晚清、中华民国直至中华人民共和国改革开放时期百年的历史。